# La Grande Aventure des Muppets
Pour plus de détails, voir Fiche technique et Distribution.
La Grande Aventure des Muppets ou Les Muppets à Londres au Québec (The Great Muppet Caper) est une comédie musicale de marionnettes britanno-américaine réalisé par Jim Henson, sorti en 1981.

## Synopsis
Les diamants de Lady Holiday, créatrice de mode, ont été dérobés. Les reporters Kermit, Gonzo et Fozzie ont complètement raté l'information et leur patron les menace de les virer. Pour sauver leur place, ils décident de mener l'enquête et partent pour Londres. Un peu perdus, ils atterrissent à l'hôtel du bonheur...un hôtel miteux mais à l'accueil chaleureux !
Pendant ce temps, Miss Piggy se fait engager comme assistante de Lady Holiday... Kermit rencontre Piggy, et celle-ci tombe immédiatement sous le charme de la grenouille. Kermit croit qu'il a affaire à Lady Holiday et lui demande une interview. Rendez-vous est pris pour le soir et nos journalistes en herbe retournent à leur hôtel. Fozzie supplie Kermit de venir au diner. La grenouille cède et ils partent rejoindre Piggy. Cette dernière a donné une fausse adresse dans un quartier chic et s'introduit dans la maison alors que ses propriétaires sont présents. Neville, le propriétaire, surprend Piggy et Kermit. Le couple leur demande l’adresse d’un bon restaurant et ils s’empressent de rejoindre l’adresse indiquée.
Il s’agit d’un club très chic et la vraie Lady Holiday et son frère y passent aussi la soirée. À la fin d’un numéro de danse, le noir se fait et on vole un nouveau collier de diamants à Lady Holiday ! Miss Piggy est démasquée. Gonzo console Kermit en lui disant qu’il a réussi à prendre le voleur en photo. Le lendemain, déprimé, Kermit rencontre Piggy dans un parc et celle-ci s’excuse.
Lors d’un défilé de Lady Holiday, Nicky Holiday déclare son admiration à Miss Piggy, mais celle-ci lui refuse ses avance en lui présentant Kermit. Un mannequin se foule la cheville et Piggy la remplace et son défilé en maillot de bain est un succès, même s‘il termine dans une fontaine ! Retournement de situation : on découvre des diamants sur Piggy ! Vite les Muppets doivent agir pour trouver le coupable.

## Fiche technique
Sauf indication contraire, les informations mentionnées dans cette section peuvent être confirmées par les bases de données cinématographiques IMDb et Allociné,  présentes dans la section « Liens externes ».
- Titre original : The Great Muppet Caper
- Titre français : La Grande Aventure des Muppets
- Titre québécois : Les Muppets à Londres[1]
- Réalisation : Jim Henson
- Scénario : Jerry Juhl, Tom Patchett, Jack Rose et Jay Tarses
- Musique : Joe Raposo
- Direction artistique : Terry Ackland-Snow, Charles Bishop et Leigh Malone
- Décors : Harry Lange
- Costumes : Joanne Green, Julie Harris, Calista Hendrickson, Danielle Obinger et Mary Strieff
- Coiffure : Joan Carpenter
- Photographie : Oswald Morris
- Son : Joe Gallagher, Bill Rowe, Nicholas Stevenson, Peter Sutton et Don Wortham
- Montage : Ralph Kemplen
- Production : David Lazer et Frank Oz
  - Production déléguée : Lew Grade et Martin Starger
  - Production associée : Bruce Sharman
- Sociétés de production : Henson Associates (États-Unis) et ITC Entertainment (Royaume-Uni)
- Sociétés de distribution : Universal Pictures (États-Unis) ; ITC Film Distributors et Sunn Classic Productions (Royaume-Uni) ; Pathé (France)
- Budget : n/a[2]
- Pays de production :  Royaume-Uni,  États-Unis
- Langue originale : anglais
- Format : couleur (Technicolor) — 35 mm — 1,85:1 (Panavision) — son Dolby stéréo
- Genre : comédie, musical, aventure, policier , marionnette
- Durée : 97 minutes
- Dates de sortie[3] :
  - États-Unis, Québec : 26 juin 1981[1]
  - Royaume-Uni : 30 juillet 1981
  - France : 11 juillet 1984
- Classification :
  - États-Unis : tous publics (G - General Audiences)
  - Royaume-Uni : pour un public de 4 ans et plus (U - Universal - Suitable for all)
  - France : tous publics
  - Québec : tous publics (G - General Rating)[1]

## Distribution

### Acteurs
- Charles Grodin : Nicky Holiday
- Diana Rigg : Lady Holiday
- Peter Falk : le receleur du parc
- John Cleese : Neville (Greville)
- Robert Morley : le gentleman anglais
- Peter Ustinov : le conducteur de camion
- Jack Warden : Mike Tarkanian
- Peter Hughes : Stanley, le maître d'hôtel du Dubonnet Club
- Michael Robbins : Henderson, le garde de sécurité de la galerie Mallory
- Joan Sanderson : Dorcas, la femme de Neville
- Tommy Godfrey : le conducteur du bus

### Marionnettes

#### Voix originales
- Jim Henson : Kermit la grenouille / Rowlf le chien / Waldorf / Dr Teeth
- Frank Oz : Fozzie / Animal (Jean Sébastien) / Sam l'aigle / Miss Piggy
- Dave Goelz : Gonzo / Zoot / Dr Bec Bunsen / Beauregard "Bo"
- Jerry Nelson : Pops / Floyd Pepper / Lew Zealand (John Zealand) / Louis Kazagger (Léon Zeptang) / Dirty Bird (Gros Nul)
- Richard Hunt : Sweetums / Scooter / Janice / Statler
- Steve Whitmire : Rizzo le rat
- Caroll Spinney : Oscar le grincheux
- Robbie Barnett
- Brian Henson

#### Voix françaises
Le film n'est jamais sorti en salles. Un doublage a été effectué par Walt Disney Pictures après la succession des droits et la sortie de Noël chez les Muppets.
- Luq Hamet : Kermit / Gros Nul / l'employé de l'avion
- Francis Lax : Fozzie (voix parlée) / Sam / Léon Zeptang
- Gérard Rinaldi : Fozzie (voix chantée) / Pops / Dr Teeth / Bo / Waldorf (voix chantée)
- Claire Nadeau : Miss Piggy
- Michel Dodane : Nicky Holiday / Sweetums / Scooter / Rizzo / Rowlf / Floyd Pepper / Jean Sébastien / Zoot / Waldorf (voix parlée) / Dr Bec Bunsen
- Jean-François Kopf : Gonzo
- Gérard Surugue : Henderson / Statler / John Zealand / Scooter / Oscar
- Brigitte Virtudes : Janice
- Michel Prud'homme : Greville
- Annie Bertin : Lady Holiday
- Serge Sauvion : le receleur du parc
- Albert Augier : Stanley, le maître d'hôtel
- Lily Baron : Dorcas
- Philippe Dumat : le conducteur du camion / le britannique jeté dans le lac du parc
- Jacques Dynam : le conducteur du bus

## Sorties cinéma
Source : Internet Movie Database
- États-Unis : 26 juin 1981
- Québec : 26 juin 1981[1]
- Royaume-Uni : 30 juillet 1981
- Brésil : 23 octobre 1981
- Italie : 13 novembre 1981
- Canada : 18 novembre 1981
- Australie : 10 décembre 1981
- Irlande : 26 décembre 1981
- Argentine : 7 janvier 1982
- Nouvelle-Zélande : 3 février 1982
- Hong Kong : 6 mai 1982
- Suède : 22 octobre 1982
- Philippines : 4 février 1983 (Davao)
- Japon : 18 juin 1983
- France : 11 juillet 1984

## Sorties TV et vidéo

### Sorties TV
Source : Internet Movie Database
- Pays-Bas : 21 août 1986 (sortie directement à la TV)
- Belgique : 20 avril 1987 (sortie directement à la TV)
- Finlande : 16 décembre 1989 (sortie directement à la TV)
- Allemagne : 21 mai 1994 (sortie directement à la TV)

### Sorties Vidéo
- Au Canada, le film Les Muppets à Londres sort directement en DVD le 1er janvier 2002[3].
- En France, le film La Grande Aventure des Muppets sort directement en DVD 18 août 2005[4]. Deux autres éditions en DVD sont sorties le 18 juillet 2007[5] et le 3 avril 2012[6].

Le film est également sorti en VOD sur Disney+ le 8 décembre 2022.

## Nominations
Source : Internet Movie Database et Allociné
- Oscars 1982 : meilleure chanson originale pour Joe Raposo (The First Time It Happens)
- Young Artist Awards 1982 : meilleur film familial - Fantastique ou comédie